# Melitaea chuana
Melitaea chuana är en fjärilsart som beskrevs av Grum-grshimailo 1893. Melitaea chuana ingår i släktet Melitaea och familjen praktfjärilar. Inga underarter finns listade i Catalogue of Life.